# Nikolaj Tichonravov
Nikolaj Savvitj Tichonravov (ryska: Николай Саввич Тихонравов), född 15 oktober (gamla stilen: 3 oktober) 1832 i guvernementet Kaluga, död 9 december (gamla stilen: 27 november) 1893, var en rysk litteraturhistoriker.
Tichonravov blev 1859 professor i rysk litteraturhistoria vid Moskvauniversitetet, 1877 dess rektor och 1890 medlem av ryska vetenskapsakademien. Hans förnämsta verk, Ljetopisi russkoj literatury i drernosti (fem delar, 1859–63), bildar epok i den ryska litteraturforskningens arbetsmetod och ämnessfär. Samma år utkom Pamiatniki otretiennoj russkoj literatury (Rysslands apokryfiska litteratur), som sprider ljus över den ryska medeltidslitteraturens ursprung och uppkomst. Dessutom utgav han Igorkvädet (1866; ny upplaga 1868), en monografi om protopopen Avvakum, en studie om ryska teaterns uppkomst (Natjalo russkago teatra) och det monumentala verket Russkija dramatitjeskija proizvedenija 1672–1725 (1874) samt redigerade utgåvor av Nikolaj Gogols skrifter (1889–90). Hans samlade verk utgavs 1898–99.